# Cine se teme de fantome?
Goosebumps (tradus în română ca Cine se teme de fantome?) este un serial de televiziune canadian și american creat în genurile horror, fantastic și antologie. Este bazat pe seria de cărți pentru copii de mare succes scrisă de R. L. Stine.
Filmările au avut loc în Toronto, Ontario și Bellevue, Washington.

## Difuzare
Goosebumps a fost inițial transmis de canalul YTV (în engleză) și  Canal Famille (în franceză) în Canada și de Fox Kids în Statele Unite în perioada 1995-1998. A fost retransmis de Fox Family în 1999-2000. Din octombrie 2007-2009, Cartoon Network a difuzat acest serial. Din 5 septembrie 2011 până în 2014 a fost retransmis de canalul The Hub.
În perioada 2006–2007 a fost difuzat în limba română de canalul TVR2 sub denumirea Fiori.

## Lista episoadelor

### Sezonul 1 (1995-1996)
1. The Haunted Mask - Part 1
2. The Haunted Mask - Part 2
3. The Cuckoo Clock of Doom
4. The Girl Who Cried Monster
5. Welcome To Camp Nightmare - Part 1
6. Welcome To Camp Nightmare - Part 2
7. Phantom of the Auditorium
8. Piano Lessons Can Be Murder
9. Return of the Mummy
10. Night of the Living Dummy II
11. My Hairiest Adventure
12. Stay Out of the Basement - Part 1
13. Stay Out of the Basement - Part 2
14. It Came From Beneath the Sink !
15. Say Cheese and Die!
16. A Night in Terror Tower - Part 1
17. A Night In Terror Tower - Part 2
18. The Werewolf Of Fever Swamp - Part 1
19. The Werewolf Of Fever Swamp - Part 2

### Sezonul 2 (1996-1997)
1. Be Careful What You Wish For...
2. Attack Of The Mutant - Part 1
3. Attack Of The Mutant - Part 2
4. Bad Hare Day
5. The Headless Ghost
6. Go Eat Worms!
7. You Can't Scare Me!
8. Revenge Of The Lawn Gnomes
9. Ghost Beach
10. Attack Of The Jack-O'-Lanterns
11. The Haunted Mask II - Part 1
12. The Haunted Mask II - Part 2
13. Let's Get Invisible!
14. The Scarecrow Walks At Midnight
15. Monster Blood
16. More Monster Blood
17. Vampire Breath
18. How To Kill A Monster
19. Calling All Creeps!
20. Welcome To Dead House - Part 1
21. Welcome To Dead House - Part 2
22. Don't Wake Mummy
23. The Blob That Ate Everyone
24. Night Of The Living Dummy III - Part 1
25. Night Of The Living Dummy III - Part 2

### Sezonul 3 (1997-1998)
1. A Shocker On Shock Street
2. My Best Friend Is Invisible
3. The House Of No Return
4. Don't Go To Sleep
5. Click
6. An Old Story
7. The Barking Ghost
8. One Day At HorrorLand - Part 1
9. One Day At HorrorLand - Part 2
10. The Haunted House Game
11. Perfect School - Part 1
12. - Partie 2 Perfect School - Part 2'
13. Werewolf Skin - Part 1
14. Werewolf Skin - Part 2
15. Awesome Ants
16. Bride Of The Living Dummy
17. Strained Peas
18. Say Cheese and Die-Again!
19. Chillogy : Squeal Of Fortune - Part 1
20. Chillogy : Strike Three... You're Doomed - Part 2
21. Chillogy : Escape From Karlsville - Part 3
22. Teacher's Pet

### Sezonul 4 (1998)
1. How I Got My Shrunken Head - Part 1
2. How I Got My Shrunken Head - Part 2
3. The Ghost Next Door - Part 1
4. The Ghost Next Door - Part 2
5. Cry Of The Cat - Part 1
6. Cry Of The Cat - Part 2
7. Deep Trouble - Part 1
8. Deep Trouble - Part 2

## Legături externe
- Site web oficial at Scholastic Press
- Goosebumps (TV series) la Internet Movie Database
- Goosebumps (TV series) la TV.com

## Vezi și
- Goosebumps: Îți facem părul măciucă